# Neurone bipolare
Un neurone bipolare è una particolare tipologia di neurone che prevede la presenza di due soli neuriti, un lungo dendrite e un assone.
Sono neuroni specializzati nella trasmissione di determinate informazioni sensoriali. In quanto tali, fanno parte dei percorsi sensoriali per l'olfatto, la vista, il gusto, l'udito e le funzioni vestibolari. Esempi comuni sono la cellula bipolare della retina, i gangli del nervo vestibolo-cocleare e l'uso estensivo di cellule bipolari nella trasmissione di segnali efferenti (motori) per controllare i muscoli.